# 必蘭阿魯帶
必兰阿鲁带（?—?），金朝大臣。
金宣宗贞祐初年，由宁化州刺史升为同知真定府事，权河北大名府宣抚副使。贞祐三年（1215年），以保全赞皇县之功，遥授安武军节度使，改任昭义军节度使，充宣抚副使。复加权元帅左都监、行元帅府事。同年，潼关失守，阿鲁带改守陕西蓝田、商州，被蒙古帝国军队击败于渑池，于是回到潞州。阿鲁带完缮所属州县城池，上奏金宣宗将泽州再次隶属于昭义军，复置潞州元帅府，对加强河东、河北防务，颇具成效。兴定元年（1217年），改签枢密院事，以元帅左监军兼山东路统军使、知益都府事。随后不久，以权参知政事、行尚书省于益都。复立潞州，推荐郭文振为将镇守潞州。

## 延伸阅读
[在维基数据编辑]
 《金史·卷102》，出自脱脱《金史》